# Sidalcea sparsifolia
Sidalcea sparsifolia là một loài thực vật có hoa trong họ Cẩm quỳ. Loài này được (C.L. Hitchc.) S.R. Hill mô tả khoa học đầu tiên năm 2009.